# Batalion ON „Kowel”

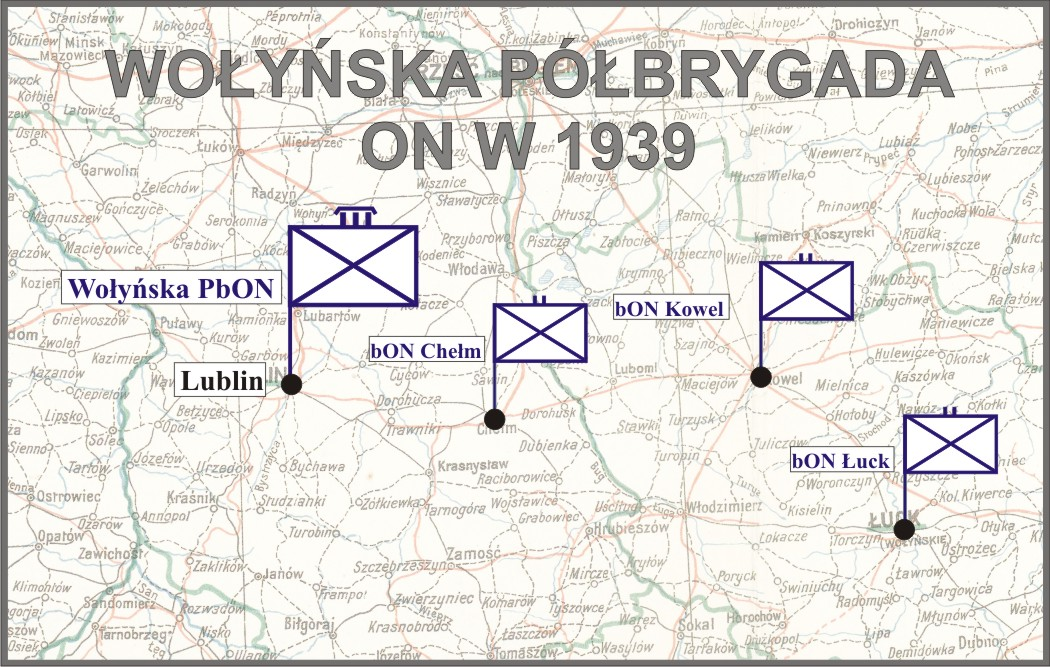
Wołyńska Półbrygada ON

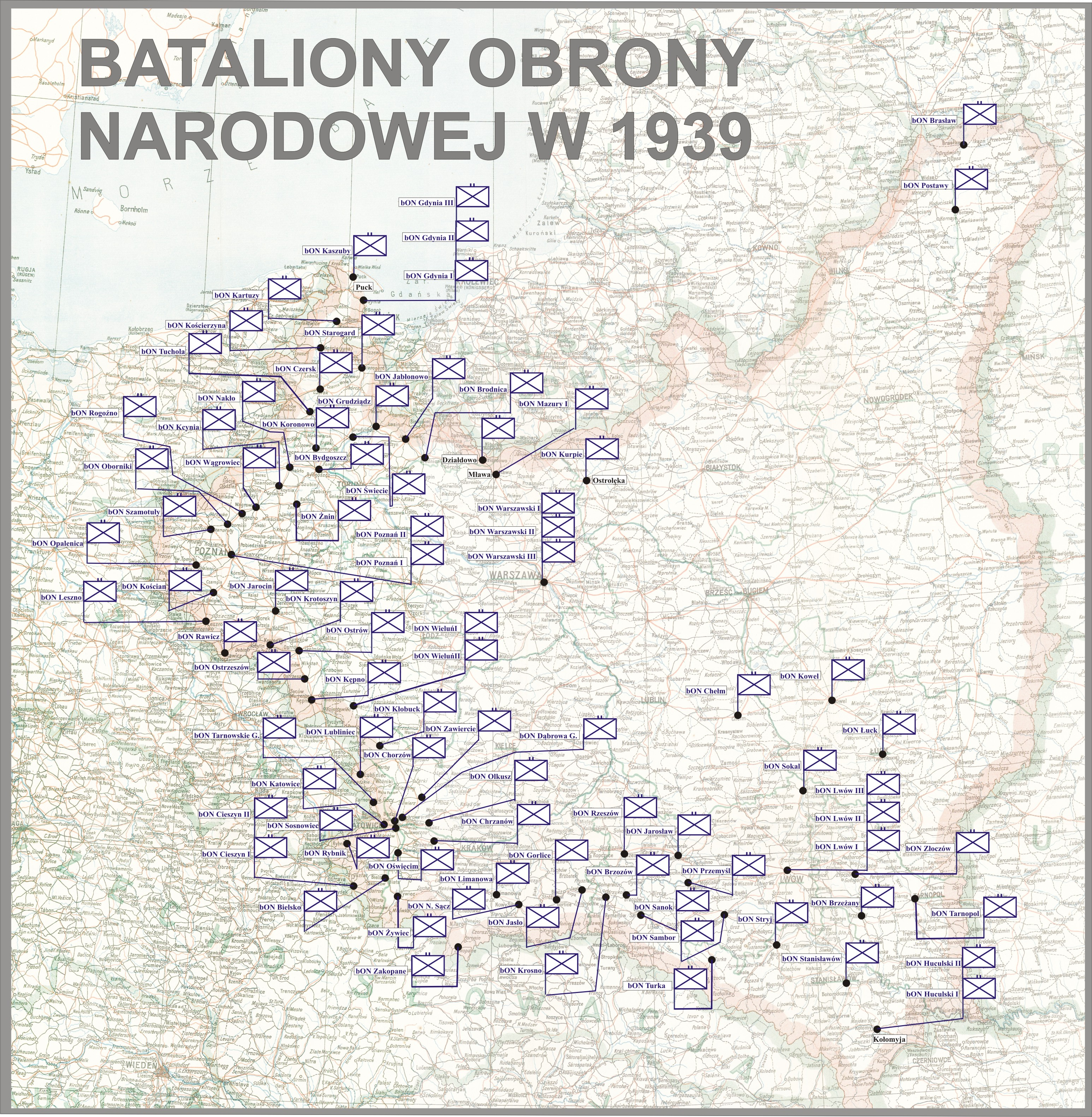
Obrona Narodowa w 1939

Kowelski Batalion Obrony Narodowej (batalion ON „Kowel”) – pododdział piechoty Wojska Polskiego II RP.

## Formowanie i zmiany organizacyjne
Pododdział sformowany został w 1938, w składzie Wołyńskiej Półbrygady ON według etatu batalionu ON typ I.
Jednostkami administracyjnymi i mobilizującymi dla Kowelskiego batalionu ON były 23 pułk piechoty we Włodzimierzu Wołyńskim i 50 pułk piechoty w Kowlu.
Po przeprowadzeniu mobilizacji w batalionie pełnić mieli służbę żołnierze rezerwy najstarszych roczników i żołnierze pospolitego ruszenia oraz młodzież przedpoborowa. Z tego powodu dla batalionu nie przewidywano żadnych zadań bojowych. Miał on pełnić służbę wartowniczą i ochronną na tyłach Armii „Polesie”.
Podczas drugiego przydziału broni dla formacji Obrony Narodowej w lipcu-sierpniu 1939 batalion otrzymał 135 sztuk karabinów Berthier wraz z 4050 szt. amunicji do nich, 12 sztuk lkm Bergmann wz.1915 wraz z 6000 sztuk amunicji do nich. Do końca nie jest pewne ile batalion otrzymał lkm, ile zdał do napraw lub ze względu na zużycie, przed rozpoczęciem działań wojennych.

## Kowelski batalion ON w kampanii wrześniowej
13 września jednostka podporządkowana została płk dypl. Leonowi Kocowi, nowo mianowanemu dowódcy garnizonu Kowel.

## Obsada personalna
Obsada personalna batalionu w marcu 1939 roku :
- dowódca batalionu – kpt. Mieczysław Jan Olszański (*)[b]
- dowódca 1 kompanii ON „Kowel” – por. Walerian Mielczarek (*)[b]
- dowódca 2 kompanii ON „Włodzimierz” – kpt. Leon Ptasznik (*)[b]
- dowódca 3 kompanii ON „Kamień Koszyrski” – por. Piotr Bolesław Flisiuk (*)[b]